# Târgoviște (wieś)
Târgovișteⓘ – wieś w Rumunii, w okręgu Temesz, w gminie Balinț. W 2011 roku liczyła 332 mieszkańców.